# Gary France
Gary Lawton France (sinh ngày 15 tháng 5 năm 1946) là một cầu thủ bóng đá người Anh đã giải nghệ thi đấu ở vị trí tiền vệ. Ông thi đấu chuyên nghiệp ở Football League với cả Burnley và Bury.